# Liberté
Pour les articles homonymes, voir Liberté (homonymie) et Libre.
 (juin 2025).
Si vous disposez d'ouvrages ou d'articles de référence ou si vous connaissez des sites web de qualité traitant du thème abordé ici, merci de compléter l'article en donnant les références utiles à sa vérifiabilité et en les liant à la section « Notes et références ».

La Liberté guidant le peuple par Eugène Delacroix (1830).

De façon générale, la liberté, du latin libertas (« état de l'Homme libre »), dérivé de liber (« Homme libre ») est un terme qui désigne la possibilité d'action ou de mouvement.
Pour le sens commun, la liberté s'applique principalement aux individus et s'oppose à la notion d'enfermement ou de séquestration. Une personne qui vient de sortir de prison est dite libre. Le sens original du mot liberté est d'ailleurs assez proche : l'Homme libre est celui qui n'a pas le statut d'esclave.
La liberté est un sujet difficile. Bien que tous aspirent à être libres, il y a presque autant de définitions de la liberté qu’il y a d’individus. Ainsi, chaque société a dû établir certains principes de base pour s’entendre sur ce que devrait être la liberté.
Pour commencer, on peut définir la liberté comme la possibilité qu’a une personne de penser, de s’exprimer et d’agir selon ses valeurs, ses croyances, ses besoins et ses désirs. La liberté permet, par exemple, à une personne de faire des choix, de choisir. Ces choix peuvent être très simples, comme sélectionner une chanson que l’on a envie d’écouter. Il arrive aussi que ces choix soient plus complexes parce qu’ils impliquent des obligations.
En philosophie, en sociologie, en droit et en politique, la liberté est une notion majeure : elle marque l'aptitude des individus à exercer leur volonté avec — selon l'orientation politique des discours tenus — la mise en avant de nuances dont aucune n'épuise le sens intégral :
- formulation négative : où l'on pointe l'absence de soumission, de servitude, de contrainte, d'aliénation… que celles-ci soient exercées par d'autres individus (exemple : l'esclavage) ou - non plus physiquement mais opérant sur les mentalités - par la société (exemples : la propagande, le contrôle social ou la loi, dès lors que certaines dispositions sont vécues comme liberticides, comme la vidéosurveillance, le confinement ou encore la prohibition) ;
- formulation positive : où l'on affirme l'autonomie et la spontanéité du sujet rationnel ; les comportements humains volontaires se fondent sur la liberté et sont qualifiés de libres ;
- formulation relative : différents adages font ressortir l'équilibre à trouver dans une alternative, visant notamment à rendre la liberté compatible avec des principes de philosophie politique tels que l'égalité et la justice. Ainsi : La « liberté consiste à pouvoir faire tout ce qui ne nuit pas à autrui » (art. 4 de la Déclaration des droits de l'homme), ce qui implique la possibilité de « faire tout ce qui n'est point interdit, comme ne pas faire ce qui n'est point obligatoire » (art. 5), la « liberté de dire ou de faire ce qui n'est pas contraire à l'ordre public ou à la morale publique » (droit administratif) ou encore « La liberté des uns s'arrête là où commence celle des autres » (peut-être inspiré par John Stuart Mill)[1]. Dans une telle formulation, la liberté est étroitement liée au concept de droit, allant jusqu'à confondre les deux notions.

Cette notion renvoie à une double réflexion :
1. d'une part sur la liberté en tant que questionnement sur la capacité de choisir et de faire ;
2. d'autre part comme questionnement sur l'exercice concret de ce pouvoir de choisir et de faire.

Dans la mesure où ces deux perspectives se recoupent de diverses manières, leur chevauchement peut provoquer des erreurs d'interprétation dans les analyses et la confusion dans les débats. Il faut donc prendre soin de distinguer les différents sens de ce mot.

## Définition
D'un point de vue sémantique, le Trésor de la langue française informatisé (TLFI) définit la liberté comme un état où le sujet n'est pas l'objet de contrainte.

### Liberté et responsabilité
L'existence d'un degré de liberté suppose que le sujet soit confronté au moins à une alternative. Le propre de cette situation implique qu'un libre choix est possible, qui ne peut s'exprimer que par un renoncement aux autres possibilités. Il en résulte que nécessairement, l'attribution d'une possibilité d'agir, rend impossible une ou plusieurs autres possibilités d'agir et modifie donc d'autant le champ de libertés d'un individu.
D'autre part, l'interprétation des contraintes contenues dans l'alternative rencontrée n'est pas neutre dans la détermination du choix tant cette analyse conditionne l'évaluation du champ des possibilités. Il existe une infinité de tels ensembles : Pour une même situation, des opérateurs distincts voient donc sous le mot « liberté » des notions parfois fort différentes. A fortiori lorsque cette même situation se reporte dans un contexte différent.
De plus, comme le dit saint Augustin « Dilige, et quod vis fac » : (Aime et fais ce que tu veux) en ce sens, la liberté est l'expression d'une dynamique comprise comme étant aussi une responsabilité.

### Liberté et choix ouverts ou fermés
La théorie des jeux enseigne que le choix est également affecté par la perception d'enjeux partagés avec d'autres.
- Dans une situation d'« enjeu fermé », le choix opéré détermine des effets qui produisent des conséquences qui ne peuvent se réaliser objectivement et nécessairement qu'au détriment ou à l'avantage d'une des parties. Ce qui est gagné par l'un est forcément perdu par l'autre. Le choix s'opérant — qu'on le veuille ou non — dans un contexte de rivalité.
- Dans une situation d'« enjeu ouvert », le choix opéré produit des conséquences qui peuvent être reportées non pas sur les parties immédiatement présentes au choix, mais sur des tiers qui ne sont pas forcément présents au débat et peuvent à la limite jouer le rôle de « bouc émissaire »

### Liberté source de droits et de devoirs
La liberté peut donc constituer un attribut de l'être humain, de sa volonté, et être la condition de droits naturels ou positifs, mais aussi de devoirs et obligations.

### Liberté formelle et liberté réelle
La Déclaration universelle des droits de l'homme (1948) pointe la distinction entre « liberté négative » (le fait d'être délivré de l'ingérence d'autrui dans l'exercice d'activités que l'on peut faire par soi-même) et la « liberté positive » (le fait d'être délivré des facteurs restrictifs comme la faim, la maladie, l'insécurité, l'indigence, etc.). De ce fait, le texte distingue :
- les droits-libertés ou droits fondamentaux (liberté d'expression, de mouvement, de conscience…) qui garantissent la sphère d'autonomie de l'individu face aux pouvoirs externes et notamment ceux de l'État. Ces droits sont nécessaires mais pour Karl Marx demeurent des droits formels, des droits « bourgeois » : « ce sont les droits de l'homme égoïste, de l'homme séparé de l'homme et de la communauté »[3]. Dans cette perspective, la défense des Libertés est assurée par un État minimal ;
- les droits-créances ou droits réels (droit au travail, assistance sociale, santé, logement, culture). Ainsi la liberté de poursuivre des études supérieures peut demeurer pour certains citoyens une liberté formelle si les droits d'inscription ou les conditions économiques constituent une entrave à l'exercice de ce droit. Dans cette perspective, un droit est considéré comme un dû, c'est-à-dire une créance de l'État envers ses citoyens. Un État providence est alors requis pour garantir l'accès effectif de chacun aux «libertés» censées être accessibles à tous.

### Liberté-choix et liberté-exercice
L'exercice de la liberté doit comporter une dimension vécue que l'on ne saurait réduire au seul choix volontaire. D'une certaine manière « la liberté s'use si l'on ne s'en sert pas ». Ces deux aspects de l'existence humaine se distinguent, pour se rejoindre et se renforcer l'un l'autre ou au contraire s'amenuiser ou aller jusqu'à se détruire réciproquement. Ainsi, dans une société, l'existence des libertés juridiques peut être objectivement reconnue, alors que dans la pratique effective, la réalité (son existence dans nos actes) et l'essence (la conception que nous nous en faisons) de la liberté peuvent poser des problèmes.

### Liberté principe philosophique ou liberté pratique socio-politique
L'enquête socio-politique sur la pratique de la liberté est au moins aussi fondamentale que le questionnement concernant le problème philosophique de son existence et de son éventuelle essence. Il faut cependant garder à l'esprit que les deux aspects se recoupent.

## Typologie des libertés

### Libertés individuelles
On[Qui ?] distingue au niveau de l'individu plusieurs « types » de libertés :
La liberté naturelle : selon laquelle la nature autorise l'homme à employer l'ensemble de ses facultés comme il l'entend.
La liberté civile : elle s'inscrit dans le cadre d'un homme citoyen étant libre de ses actes, tant que ceux-ci ne nuisent pas à autrui et ne sont contraires à aucune Loi. Cette liberté est très délicate d'application, en particulier en ce qui concerne le droit de la concurrence, puisque toute création de commerce nuit par principe aux commerces antérieurs existant dans le voisinage. On y associe souvent la maxime suivante : « La liberté des uns s'arrête là où commence celle des autres ».
La liberté de circulation : dans la même optique que la précédente, elle reconnaît à l'homme le droit d'aller et venir librement sur le territoire national, ce qui inclut la possibilité d'y entrer ou d'en sortir. Cette liberté a été étendue en Europe grâce aux accords de Schengen, permettant la libre circulation des personnes dans l'espace de la Communauté européenne.
La liberté de culte ainsi que la liberté de conscience : la liberté de culte permet à chaque individu de pratiquer la religion de son choix, la liberté de conscience permet de ne pas avoir de croyance religieuse. La déclaration des droits de l'homme et du citoyen en fixe pour limite : l’absence de trouble à l'ordre public.
La liberté d'opinion consiste en la liberté de pensée associée à la liberté d'expression : elle permet à chacun de penser et d'exprimer ses pensées sans censure préalable, mais non sans sanctions, si cette liberté porte préjudice à quelqu'un. Elle va de pair avec la liberté de la presse, qui est celle d'un propriétaire de journal de dire ce qu'il veut dans son journal.
La liberté économique : elle permet à chacun de percevoir des revenus de son travail et de pouvoir affecter ces derniers librement : liberté de travailler et de consommer. Nul ne peut se voir refuser par principe un emploi pour des considérations autres que de qualification professionnelle (par exemple sexe, origine ethnique, âge ou religion).
La liberté contractuelle : les individus doivent être libres de définir eux-mêmes les termes des contrats qu'ils passent entre eux.

### Libertés collectives
La liberté n'est pas qu'individuelle, elle existe aussi à un niveau global, plus collectif, avec par exemple la liberté de la presse, qui permet une libre publication, sans subir de censure.
Les différentes libertés collectives :
la liberté d'association :
la liberté de la presse : elle permet à chacun de publier librement ses pensées ou ses opinions, sans être sujet à la censure ou à tout autre mesure arbitraire ou autoritaire ;
la liberté de réunion : elle permet aux individus de se réunir librement pour débattre de leurs opinions ;
la liberté syndicale : elle permet aux salariés de former et d'adhérer ou non à des organisations syndicales pour les représenter et faire valoir leurs droits et revendications.
En matière d'exercice des libertés collectives, la mise en œuvre concrète de la notion de liberté peut parfois conduire à des situations paradoxales comme dans le cas de la liberté de la presse, par exemple. Ainsi la concentration des moyens techniques et financiers importants, le soutien des annonceurs publicitaires nécessaires aujourd'hui aux organes d'information, en particulier radiophoniques ou audiovisuels, tend à restreindre le nombre des opérateurs disposant des moyens nécessaires et suffisants pour agir. La conséquence étant la formation de cartels qui, pour protéger leur situation, pratiquent de façon « spontanée » et « plus ou moins consentie » l'autocensure en raison :
des groupes de pression qui exercent leur influence sur leur actionnariat
de leurs liens avec les annonceurs publicitaires qui ne souhaitent pas associer certaines prises de position avec leur image de marque,
de la pression de l'audimat.
La détention des moyens d'expression peut ainsi conduire à relativiser le pouvoir de contrôle et de critique de l'individu sur ces vecteurs… L'abolition de la censure n'est donc plus un gage suffisant de liberté: S'il est vrai que les publications ne sont plus soumises à des décisions arbitraires, les vecteurs de l'information jouissent d'une marge de manœuvre conditionnée essentiellement par leur actionnariat, leurs annonceurs et leur audience . Dans ce difficile équilibre, il n'est pas certain que la richesse et la diversité des individus puisse librement s'exprimer. La légitimité de l'information et des médias (présentés comme le quatrième pouvoir, à l'instar des pouvoirs exécutif, législatif et judiciaire) est de ce point de vue en question.

### Liberté de l'information
Le développement d'internet a grandement facilité et décuplé les échanges d'information, ce qui pose de nombreuses questions éthiques relatives aux libertés.

#### Protection des données privées
Il n'est pas souhaitable, notamment pour une entreprise qui souhaite protéger son capital intellectuel, de divulguer des informations sur le réseau internet mondial. Il est parfois nécessaire d'établir des règles, et différents niveaux d'accès et de confidentialité pour les parties prenantes.

#### Logiciel libre
Le logiciel libre cherche à donner la liberté à ses utilisateurs d'utiliser leurs programmes comme ils le veulent, sans restrictions artificielles et sans donner au programmeur le pouvoir absolu sur le fonctionnement du programme. L'utilisateur a également la liberté d'étudier le fonctionnement du programme, de le modifier et de le partager librement. Cette liberté n'est pas anticapitaliste et est compatible avec la commercialisation du logiciel. Un des exemples les plus notables de logiciel libre est le système d'exploitation GNU, à la base du mouvement, mais le noyau Linux, LibreOffice, Mozilla Firefox, le moteur wiki de Wikipédia, et beaucoup d'autres en sont également.
Le mouvement du logiciel libre vise à favoriser l'accès à la connaissance et aux techniques de manière universelle, ce qui, à l'heure de la mondialisation, représente un élément pour la défense des libertés individuelles dans les pays émergents, les rendant techniquement indépendants des pays « déjà développés ».
D'après leurs détracteurs, les brevets logiciels entraîneraient la formation de trusts surpuissants juridiquement qui seraient peu compatibles avec les libertés individuelles car ils pourraient avoir des droits exclusifs sur les idées de base nécessaire à la création de logiciel.

#### Culture libre
La culture libre est un courant de pensée défendant et agissant pour l'égalité en droits des Hommes face à la connaissance et aux œuvres de l'esprit qui en découlent.
Les licences libres sont une forme de concrétisation de la culture libre. Une œuvre sous licence libre possède quatre caractéristiques fondamentales :
- la liberté d'utiliser l'œuvre pour tous les usages ;
- la liberté de la copier et de diffuser des copies ;
- la liberté de l'étudier ;
- la liberté de la modifier et de diffuser des copies de l'œuvre résultante.

À la base liée aux logiciels libres, la culture libre s'étend à tout média, à toute la culture, à toute information : aux encyclopédies (ex : Wikipédia), aux livres (ex: wikisource), à l'éducation (wikiversité, Ressources éducatives libres), aux vidéos, aux films (Fondation Blender), aux jeux ; mais également à la science, la recherche, les brevets, et l'économie.

## Histoire de la notion de liberté

### Antiquité
La liberté telle que nous l'entendons (comme propriété métaphysique ou comme condition transcendantale de la volonté) était assez largement ignorée dans l'Antiquité. Cela tient d'abord au fait que la volonté n'est pas pour les hommes antiques une faculté à part du psychisme, et que le psychisme n'est pas séparable de l'organisme (cf. Aristote, De l'âme).
L'âme, chez les Grecs, est un principe d'animation du vivant : le pneûma (du grec ancien πνεῦμα / pneûma, « énergie vitale »), (par exemple, le cheval a une pneûma, que l'on a traduit improprement âme dans les traductions du grec au français), alors que la comparaison pour nous de l'âme et d'un être vivant concret est bien difficile. (Du point de vue moderne, l'âme est plutôt l'esprit, la pensée ou la conscience, ou quelque chose d'intérieur qui peut se distinguer de la vie animale. L'âme est en général quelque chose qui ne peut proprement s'attribuer à l'animal, bien que l'éthologie contemporaine étudie et ne nie pas l'existence d'une sensibilité animale et de comportements animaux.)
Une conséquence importante de cette conception ancienne de l'âme, c'est que l'action, ou du moins un certain type d'actions, a pour les Grecs une dignité moindre (par exemple l'esclavage et l'artisanat). Par nature, un être qui travaille n'est pas « libre » (Aristote, Politiques) car son activité déforme son corps et altère en conséquence les qualités de son âme. Ce qui a de la valeur, la finalité par excellence de l'activité humaine, c'est la pensée, l'activité de l'intellect, conçue comme la finalité et le vrai bien de l'âme : la liberté de l'homme serait donc dans la contemplation qui nécessite d'ailleurs des conditions de vie d'hommes libres. (Το εύδαιμον το ελεύθερον, το δ’ ελεύθερον το εύψυχον ie. heureux sont les libres et libres sont les courageux.) Cette liberté n'est pas contraire à la nature et à sa nécessité, puisqu'elle est la réalisation parfaite de l'essence de l'homme (il ne faut donc pas confondre l'emploi qui est fait ici du mot liberté avec d'autres emplois qui sont faits ailleurs dans l'article).
L'école cynique (Diogène de Sinope) définit la liberté comme un individualisme qui permet à l'individu de se réaliser en remettant en question tous les tabous sociaux.
La liberté dans le droit n'est apparue qu'à la fin de l'Antiquité, lorsque la liberté religieuse a été octroyée aux chrétiens par Galère avec l'édit de Sardique dit « de Galère » (311), puis par Constantin Ier avec l'édit de Milan (313).

### Christianisme
Le christianisme vient ensuite modifier cette conception, avec l'idée d'un dieu qui est volonté et qui crée, l'idée d'un dieu artisan (cf. Paul de Tarse). Cette idée de l'artisan se rencontre déjà chez Platon, mais sous une forme qui n'est pas créationniste : la théologie antique fait plutôt de Dieu un intellect non impliqué dans la création de la matière, même s'il peut y être engagé, par exemple pour y mettre de l'ordre. L'action va donc prendre de la valeur, ou changer de valeur, dans la mesure où le libre arbitre est maintenant métaphysiquement valorisé : cette valorisation a une origine morale, en particulier pour l'explication du péché. Le prix à payer de la théodicée (pour conserver la volonté juste de Dieu), c'est la malédiction de la liberté humaine, qui fait de l'homme un coupable par nature.
Le libre arbitre (liberum arbitrium) chrétien apparaît nettement dans un écrit de jeunesse d'Augustin d'Hippone (De Libero arbitrio). Sa finalité était de fonder une théodicée ; ce concept permet en effet de disculper Dieu de la responsabilité du mal, qui est une création humaine ou diabolique (c'est là l'invention de l'intériorisation du pêché dénoncée par Friedrich Nietzsche). La motivation est donc théologique et non anthropologique. Plus tard, Augustin d'Hippone est amené à critiquer le moine breton Pélage qui a repris son De Libero arbitrio, en affirmant que, dans le Livre de la Genèse, l'homme a abusé de sa liberté en mangeant le fruit de l'arbre de la connaissance du bien et du mal (Genèse, chapitre 3). C'est l'origine de la doctrine dite du péché originel. Augustin d'Hippone a écrit de nombreux livres anti-pélagiens qui décrivent cette doctrine, réaffirmée au XVIe siècle lors du concile de Trente.
Par la suite, le libre arbitre deviendra un trait fondamental de l'anthropologie de Thomas d'Aquin.
L'Église catholique affirme que l'homme a été créé libre, mais qu'il a abusé de cette liberté en mangeant du fruit de l'arbre de la connaissance du bien et du mal. L'expression « péché originel » ne figure pas dans la Bible, mais est employée dans le catéchisme de l'Église catholique (§ 1707) :

« Séduit par le Malin, dès le début de l’histoire, l’homme a abusé de sa liberté (GS 13, § 1). Il a succombé à la tentation et commis le mal. Il conserve le désir du bien, mais sa nature porte la blessure du péché originel. Il est devenu enclin au mal et sujet à l’erreur. »

Concernant plus particulièrement la liberté de religion, à la demande du pape Jean XXIII, le concile Vatican II a adopté la déclaration Dignitatis humanae (1965) qui reconnaît la liberté religieuse pour tous.
Dans l'exhortation apostolique Reconciliatio et paenitentia (1er janvier 1984), Jean-Paul II affirme que, « en partant de quelques-unes des affirmations de la psychologie, la préoccupation de ne pas culpabiliser ou de ne pas mettre un frein à la liberté porte à ne jamais reconnaître aucun manquement ». Selon lui, cette conception de la liberté, qui est un résultat des sciences sociales dans la société contemporaine, est responsable de la perte du sens du péché.
Dans l'instruction Libertatis conscientia sur la liberté chrétienne et la libération (22 mars 1986), le cardinal Joseph Ratzinger, préfet de la Congrégation pour la doctrine de la foi, affirme : « Dans la volonté de liberté de l'homme se cache la tentation de renier sa propre nature. En tant qu'il veut tout vouloir et tout pouvoir et par là oublier qu'il est fini et qu'il est créé, il prétend être un dieu. « Vous serez comme Dieu » (Gen 3, 5). Cette parole du serpent manifeste l'essence de la tentation de l'homme ; elle implique la perversion du sens de sa propre liberté ». Selon lui, ce genre de tentation fait perdre le sens du péché, de sorte que la volonté d'être libre aboutit presque toujours à l'esclavage et à l'oppression.
On voit, par ce bref historique, que le problème de la liberté en Occident n'est pas séparable de l'histoire de l'ontologie de Dieu. Ceci est encore valable même au XXe siècle, chez Sartre par exemple (voir plus bas), lorsqu'il renverse le rapport de l'essence et de l'existence.

### Pensée libérale
La réalisation de la liberté, sa pratique politique, crée de nombreuses tensions : sommes-nous plus libres sans les autres ? Comment penser la liberté par rapport aux libertés ? La liberté pour tous est-elle une véritable liberté ?
L'autonomie politique est incarnée par la figure du citoyen, qui abandonne son indépendance naturelle pour se soumettre volontairement à des lois qui sont, au moins idéalement, les mêmes pour tous (Hobbes, Rousseau). C'est à cette condition que, selon cette théorie, les hommes peuvent être libres ensemble. Mais les lois peuvent être ressenties comme une aliénation de leur liberté par les individus.
Il existe cependant un point de vue opposé à cette vision de l'éducation comme moyen de la liberté qui peut être regroupée sous le nom de « paradigme du bon sauvage ». Ainsi au XVIIIe siècle, Jean-Jacques Rousseau défendait un paradigme du bon sauvage, considérant l'éducation comme une domestication de l'homme, et la société comme un carcan. Ce point de vue, qui sera développé par Sigmund Freud dans son essai Malaise dans la civilisation (1929), a été discuté dès la Révolution française. Un ouvrage comme Sa Majesté des mouches de William Golding suggère au contraire que l'homme privé des contraintes sociales n'en devient pas nécessairement meilleur.

### Regards philosophiques
S'il n'y a pas de chapitre spécifiquement consacré à la « Question de la Liberté » dans Être et Temps, l'on a cependant pu dire que « la pensée du philosophe Martin Heidegger demeure jusqu’à la fin une pensée de la liberté tout comme elle est une pensée du temps », comme le souligne le philosophe allemand Günter Figal dans son Martin Heidegger. Phänomenologie der Freiheit, qui voit toute l'analyse du Dasein constituer une introduction à la compréhension de ce que veut dire pour lui la liberté, cité par Hans Ruin.

### Filmographie
- Maine Océan, fiction française de Jacques Rozier, réalisée en 1986.